# أندرو جون
أندرو جون (بالإنجليزية: Andrew John) هو قسيس بريطاني، ولد في 9 يناير 1964 في آبريستويث في المملكة المتحدة.